# مارك إيفانز (كاتب)
مارك إيفانز (بالإنجليزية: Marc Evans)‏ هو منتج أفلام وكاتب سيناريو ومخرج بريطاني، ولد في 1963 في كارديف في المملكة المتحدة.

## وصلات خارجية
- مارك إيفانز على موقع IMDb (الإنجليزية)
- مارك إيفانز على موقع ألو سيني (الفرنسية)
- مارك إيفانز على موقع أول موفي (الإنجليزية)
- مارك إيفانز على موقع قاعدة بيانات الأفلام السويدية (السويدية)
- مارك إيفانز على موقع قاعدة بيانات الفيلم (الإنجليزية)
- مارك إيفانز على موقع كينوبويسك (الروسية)